# Sānsan
Sānsan (persiska: سانسيز, قِشلاقِ بالا, سانسِز, سانسور, سانسن, سانسوز, Sānsūz) är en ort i Iran.   Den ligger i provinsen Zanjan, i den nordvästra delen av landet, 260 km nordväst om huvudstaden Teheran. Sānsan ligger 481 meter över havet och antalet invånare är 893.
Terrängen runt Sānsan är kuperad åt nordost, men åt sydväst är den bergig.Runt Sānsan är det ganska glesbefolkat, med 47 invånare per kvadratkilometer. Närmaste större samhälle är Āb Bar, 10,0 km öster om Sānsan. Trakten runt Sānsan består i huvudsak av gräsmarker.